# Corrida dos ratos

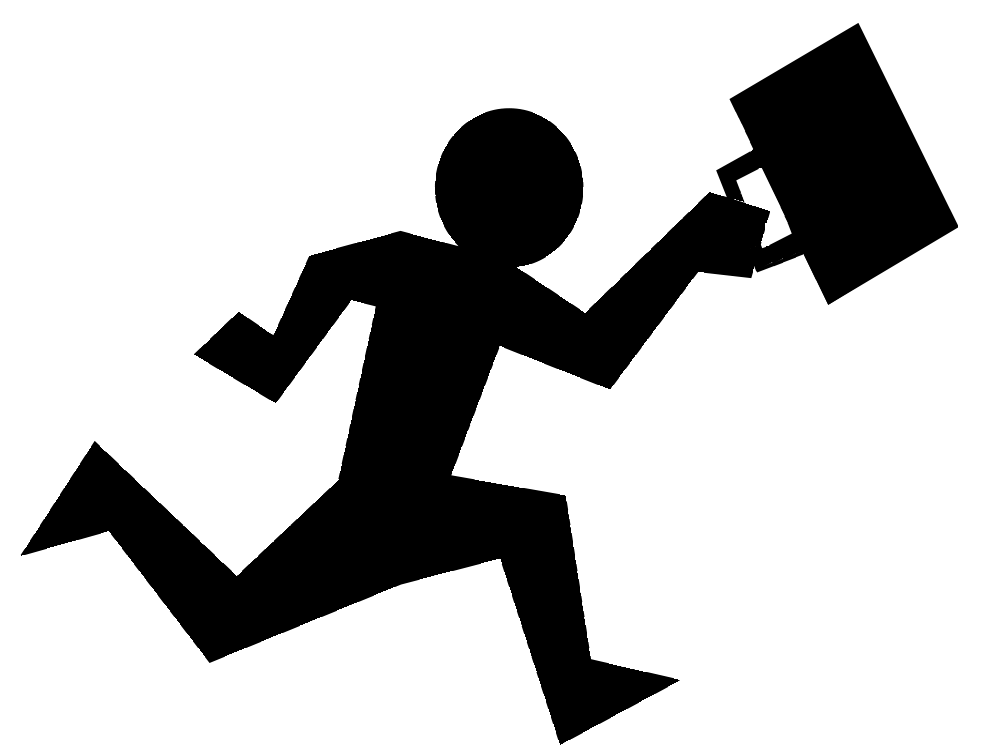
Representação artística da moderna corrida dos ratos.

Corrida dos ratos é um termo usado para um exercício sem fim, auto-destrutivo ou inútil. Evoca a imagem dos esforços inúteis de um rato de laboratório tentando escapar correndo em uma roda ou em volta de um labirinto. Em uma analogia com a cidade moderna, muitos ratos em um mesmo labirinto dispendem um esforço intenso correndo aleatoriamente, para ao fim não atingirem nenhum objetivo coletivo ou individual. O termo foi popularizado com o livro Pai Rico, Pai Pobre.
A corrida de ratos é um termo frequentemente usado para descrever o trabalho (particularmente o excessivo): se alguém trabalha muito, está na corrida dos ratos. Esta terminologia contém implicações segundo as quais muitas pessoas veem o trabalho como uma busca interminável com pouca recompensa ou propósito. Nem todos os trabalhadores se sentem assim. Por exemplo, o auto-emprego contribui para um aumento na satisfação no trabalho, e os trabalhadores autônomos podem experimentar menos tensão mental relacionada ao trabalho.
A crescente imagem do trabalho como uma corrida dos ratos nos tempos modernos tem levado muitos a questionar suas próprias atitudes em relação ao trabalho e buscar uma alternativa melhor, um equilíbrio mais harmônico entre a vida pessoal e profissional. Muitos acreditam que longas horas de trabalho, horas-extra não remuneradas, trabalhos estressantes, o tempo gasto em deslocamento de ida e volta, menos tempo para a vida familiar ou convivência com amigos, tem levado a uma força de trabalho em geral infeliz, deixando a população incapaz de desfrutar dos benefícios da prosperidade econômica crescente.
Escapar da corrida dos ratos pode ter vários significados diferentes:
- Mudar de local de trabalho ou residência, para diminuir o tempo de trânsito;
- Aposentadoria em geral, ou não precisar mais trabalhar;
- Mudança de emprego, para um trabalho menos estressante, ou para um departamento menos exigente dentro da mesma empresa;
- Escolha de um emprego que não necessite de 8 horas diárias mais hora de almoço e tempo de deslocamento;
- Trabalhar em casa.
- Tornar-se financeiramente independente de um empregador.
- Escolher profissões como ensinar ou dar palestras.